# Погода (деревня)
Погода — деревня в Холмогорском районе Архангельской области.

## География
Находится в центральной части Архангельской области на расстоянии приблизительно 63 км на юг по прямой от районного центра села Холмогоры на правобережье реки Северная Двина.

## История
Была отмечена уже только на карте позднего советского периода. До 2022 года входила в Хаврогорское сельское поселение до его упразднения. Входит в куст деревень Чёлмохта.

## Население
Численность населения: 0 человек (русские 100 %) в 2002 году, 1 в 2010.